# Dylan Thomas (film)
Pour plus de détails, voir Fiche technique et Distribution.
Dylan Thomas est un film documentaire britannique réalisé par Jack Howells (en), sorti en 1962, à propos du poète gallois Dylan Thomas.
Il a remporté l'Oscar du meilleur court métrage documentaire en 1963, et a été préservé par l'académie en 2000.

## Fiche technique
- Réalisation et producteur : Jack Howells (en)
- Production : Janus Film, TWW (Television Wales & West)
- Type : noir et blanc
- Musique : Edward Williams
- Date de sortie : 1962

## Distribution
- Richard Burton : lui-même, narrateur

## Distinctions
- 1963 : Oscar du meilleur court métrage documentaire[2]